# Perilla teres
Pour les articles homonymes, voir Perilla.
Genre
Espèce
Synonymes
- Perilla cylindrogaster Simon, 1909

Perilla teres, unique représentant du genre Perilla, est une espèce d'araignées aranéomorphes de la famille des Araneidae.

## Distribution
Cette espèce se rencontre en Birmanie, au Viêt Nam et en Malaisie.

## Description
Le mâle mesure 5,5 mm et les femelles de 8 à 8,5 mm.

## Publication originale
- Thorell, 1895 : Descriptive catalogue of the spiders of Burma. London, p. 1-406 (texte intégral).